# Tripogon ekmanii
Tripogon ekmanii là một loài thực vật có hoa trong họ Hòa thảo. Loài này được Nicora & Rúgolo miêu tả khoa học đầu tiên năm 1991.